# Garcia Ramires
Garcia V de Pamplona o Garcia Ramires, dit el Restaurador (en aragonès: García Remíriz; d. 1110 - Lizarra, Llorca, 1150), fou rei de Pamplona (1134-1150).

## Orígens familiars
Fill de l'infant Ramir Sanxes, senyor de Montsó, i Cristina Rodríguez, filla de Rodrigo Díaz de Vivar. Ramir Sanxes era fill de Sanç Garcés de Navarra, fill il·legítim de Garcia IV Sanxes III de Navarra.

## Ascens al tron
Fou escollit rei de Navarra per la noblesa local i els bisbes navarresos al no acatar les dispossicions testamentàries del rei d'Aragó Alfons I el Batallador.
Buscant una solució a la separació dels Regnes d'Aragó i Navarra, que havien estat governats de forma conjunta des de l'any 1076, fins a la mort d'Alfons I, van decidir que Ramir II governaria Aragó, mentre Garcia V ho faria a Navarra. Mantenint però la supremacia d'Aragó sobre Navarra.

## Aliances i enfrontaments
S'alià amb Alfons I de Portugal el 1137 i s'enfrontà a les aspiracions imperials d'Alfons VII de Castella, a qui havia rendit homenatge en ascendir al tron. Va firmar la pau entre el 1139 i el 1140.
El 1144, després de quedar vidu, Garcia V es va casar amb una filla del rei castellà, cosa que emparentà totes les monarquies cristianes de la península entre elles. Així mateix es tornà a reconèixer vassall d'Alfons VII l'emperador. Gràcies a aquesta unió Garcia V ajudà al rei castellà en la Reconquesta, així participà en la Croada contra al-Mariyya de 1147 al seu costat.
El 1149 va firmar un tractat de pau amb el comte de Barcelona Ramon Berenguer IV, mitjançant el qual el comte català es casaria amb la seva filla Blanca, tot i estar promès amb Peronella d'Aragó. Al morir Garcia V no es va arribar a realitzar el compromís amb Blanca.

## Núpcies i descendents
Es casà després de 1130 amb Margarida de l'Aigle, filla de Gibert de l'Aigle. D'aquest matrimoni tingueren:
- l'infant Sanç VI de Navarra (v 1132-1194), rei de Navarra
- la infanta Blanca Garcés de Navarra (1133-1156), casada el 1151 amb Sanç III de Castella
- la infanta Margarida de Navarra (?-1182), casada el 1150 amb Roger II de Sicília

Es casà, en segones núpcies a la catedral de Lleó, el 24 de juny de 1144 amb Urraca de Castella, filla il·legítima d'Alfons VII de Castella. D'aquest matrimoni tingueren:
- la infanta Sança de Navarra, casada amb Gastó V de Bearn

Tingué un fill il·legítim:
- Roderic Garcés, comte de Montescaglioso

## Mort i successió
Va morir el 21 de novembre de 1150 prop de Lizarra, i fou succeït pel seu fill gran Sanç VI el Savi.